# Kyselka Anita
Kyselka Anita je volně přístupný minerální pramen v Chotíkově, části města Kynšperk nad Ohří v okrese Sokolov v Karlovarském kraji. U pramene byla dříve plnírna minerálních vod, po jejím zániku je minerálka využívána pouze sporadicky místními obyvateli.

## Geografická poloha
Minerálka vyvěrá v k. ú. Liboc u Kynšperka nad Ohří severozápadně od Kynšperku nad Ohří. Nachází se pod náspem železniční trati asi 400 metrů severovýchodně od železniční stanice Nebanice, 500 metrů od levého břehu řeky Ohře.

## Přírodní poměry
Vývěr leží v silně podmáčeném olšovém lesíku v pliocenních nezpevněných sedimentech – píscích, jílech a štěrkopíscích vildštejnského souvrství Chebské pánve.
Pramen vyvěrá u zaniklé stáčírny v 1,7 metrů hluboké studni kryté betonovým poklopem.

## Historie
Pramen využívali místní obyvatelé již dávno. První stáčírna zde byla postavena koncem 19. století. Svědčí o tom i první dochovaný chemický rozbor z roku 1899. Stáčírna zde fungovala do roku 1945 a postupně zchátrala. Bližší informace se však nedochovaly. Zachovala se pouze nezakrytá studna a pozůstatky stavby. Teprve v roce 1957 inicioval Místní národní výbor v Chotíkově obnovu pramene. Nový rozbor vody provedl v roce 1957 Výzkumný ústav balneologický. V závěrech se konstatovalo, že pramen je chemicky i bakteriálně nezávadný a svou chutí se řadí mezi nejlepší minerální vody na území Čech. Následovala výstavba nové stáčírny. Budova stáčírny byla na tehdejší dobu moderní stavbou, zařízení na čerpadla vody poháněl dieselelektrický agregát, láhve, do kterých se minerálka plnila, dodávala sklárna v Novém Sedle. Na etiketě se minerálka uváděla jako minerální voda „Mirelka“. V zimě roku 1958 byla budova stáčírny dokončena a v lednu 1959 proběhla kolaudace technického zařízení. Ve zkušebním provozu se stáčelo až 2000 lahví minerální vody denně, avšak vydatnost pramene nebyla dostatečná a prodejní cena nestačila na pokrytí provozních nákladů.
Minerálka se zde stáčela do 60. let 20. století. O období stáčení minerálky a o ukončení provozu stáčírny, včetně následné demolice však chybí archivní doklady. V roce 1978 je uváděna stáčírna Anity jako zaniklá.
Studenti a učitelé gymnázia a obchodní akademie v Chodově zahájili v březnu 2013 projekt „Rekultivace pramene ANITA“. Upravili okolí pramene a vytvořili zde odpočinkové místo pro návštěvníky. Místo bylo doplněno o informační tabule, které informují o historii pramene a místní květeně.

## Vlastnosti a složení
Teplota pramene je okolo 9 °C, celková mineralizace činí přibližně 133 mg/litr. Obsah oxidu uhličitého je vysoký, dosahuje 2 220 mg/litr, což dodává minerálce vysokou perlivost a příjemnou kyselou chuť. Minerální voda má velmi nízký obsah železa v hodnotě 0,05 mg/litr a proto se v láhvi netvoří železité okry. Vydatnost pramene kolísá podle ročních období. V letních měsících klesá na nulu, pravděpodobně v důsledku poklesu hladiny podzemních vod.

## Přístupnost
Minerální pramen je volně přístupný a je zakreslený v turistických mapách. Cesta k němu není turisticky značená, ale najít lokalitu je snadné. K prameni vede 250 metrů dlouhá polní pěšina od silnice spojující Chotíkov s Nebanicemi.